# Psion Organiser
Psion Organiser — родовое имя нескольких карманных (персональных) компьютеров, выпущенных английской компанией Psion в 1980-х годах.
Корпуса Organiser I и Organiser II были сделаны из твердой пластмассы и имели сдвигающуюся крышку, закрывающую 6х6 клавиатуру, буквы на которой были расставлены в алфавитном порядке.
Psion Organiser I, выпущенный в 1984, работал на 8-битном процессоре Hitachi семейства 6301 и имел 4Кб постоянной памяти и 2Кб энергозависимой оперативной памяти. Organiser I был оснащен однострочным одноцветным LCD-дисплеем. Устройство поддерживало возможность подключения дополнительной EPROM-памяти.
В 1986 появился более совершенный и популярный Psion Organiser II, имеющий усовершенствованные клавиатуру и экран, 8 или 16 Кб оперативной памяти и новую однозадачную операционную систему. Первые варианты Orginiser 2 имели двух-строчный дисплей и поддерживали несколько типов внешних накопителей.

Устройство имело большое количество встроенных приложений (включая ежедневник, записную книжку и мировое время), а также поддерживало специально разработанный язык программирования OPL.
Psion Organiser II также имел разъем для подключения внешних устройств. Среди них имелось и устройство, позволяющее соединять устройство с другими компьютерами через последовательный порт (RS232). К этому разъему также могли подключаться голосовой синтезатор, считыватель штрихкодов и даже принтер. Открытые спецификации позволили третьим компаниям заняться производством различных периферийных устройств.
Последующие версии Psion Organiser II имели четырёх-строчный экран и 32, 64 или 96 Кб оперативной памяти.
Способность подстраиваться под выполнение любых задач сделала Organiser очень популярным — по всему миру продано около миллиона экземпляров. Устройство оставалось востребованным на протяжении долгого времени — до тех пор, пока двух-строчный экран не оказался слишком маленьким для предъявляемых требований. А созданное независимое общество пользователей (IPSO) просуществовало в течение девяти лет.
Впоследствии, Psion использовали термин «Органайзер» для своих карманных компьютеров Psion Series 3 и Psion Series 5 (16- и 32-битные соответственно) с QWERTY-клавиатурой, хотя последние не имели ничего общего с Psion Organiser (кроме, разве что, языка программирования OPL).